# ألفونس ماسامبا-ديبا
ألفونس ماسامبا-ديبا (بالفرنسية: Alphonse Massamba-Débat) (و. 1921 – 1977 م) هو سياسي من جمهورية الكونغو ولد في برازافيل.

## روابط خارجية
- ألفونس ماسامبا-ديبا على موقع الموسوعة البريطانية (الإنجليزية)
- ألفونس ماسامبا-ديبا على موقع مونزينجر (الألمانية)